# Comuna Goiești, Dolj
Goiești este o comună în județul Dolj, Oltenia, România, formată din satele Adâncata, Fântâni, Goiești (reședința), Gruița, Mălăești, Mogoșești, Muereni, Piorești, Pometești, Popeasa, Țandăra, Vladimir și Zlătari.
Este străbătută de la nord la sud de râul Amaradia pe o distanță de 6–7 km, rau care are un bazin hidrologic cu o suprafață de 879 km2 și 106 km lungime.
Pe partea dreaptă a râului de la nord la sud sunt așezate satele: Pometești,Popeasa, Țandăra, Adâncata, Piorești, Mălăiești, iar pe partea stângă satele Muiereni, Vladimir, Goiești, Mogoșești, Fântâni, Salci.Tot aici,dincolo de drumul Muierii este satul Cruci (Gruița).
Este atestată prima dată la 28 iulie 1577, într-un document emis de un mare ban al Craiovei care apare ca martor, la vânzarea unor ocini din Lipov.
Printr-unul din satele comunei Goiești a trecut Tudor Vladimirescu(1821) cu oastea sa unde a și poposit. Urmarea acestui eveniment, unul din satele comunei se numește Vladimir (numele vine de la unul din pandurii lui Tudor Vladimirescu). Legate de Goiești sunt satele Mileștii de Jos și Mileștii de sus care sunt atestate dinaintea datei de 29 ianuarie 1546, de asemenea satul Malaiesti atestat documentar începând cu 9 iunie 1556. Satele comunei Goiești se remarcă prin caracteristici proprii în ceea ce privește așezarea lor la contactul Podișului Getic cu Câmpia Română.
Descoperirile arheologice au arătat că zona a fost populată încă din neolitic,în acest sens profesorii de istorie care au predat în școlile din comună au avut contribuții în promovarea și cunoașterea mărturiilor locale.În comuna Goiești, prima școală a luat ființa probabil în urma reformelor domnitorului Alexandru Ioan Cuza cu privire la obligativitatea și gratuitatea învățământului prima dată a funcționat într-o casă sărăcăcioasă și necorespunzătoare acestui scop.
În anul 1930 s-a construit in satul Goiești o școală cu două săli de clasă și cancelarie iar în anul 1964 s-a dat în folosință, un alt local de școală în centrul comunei Goiești, la drumul național cu patru săli de clasă, laborator și cancelarie, trecându-se la învățământ de opt clase.În anul 1983 la acest local se adaugă încă șase săli de clasă, bibliotecă și alte dependințe.
În prezent în comuna Goiești există două școli cu clasele I-VIII și cinci școli cu clasele I-IV unde învață aproximativ 306 elevi. De pe băncile școlilor noastre au ieșit profesori, doctori, ingineri,etc. Activitatea economică de bază a locuitorilor comunei se desfășoară în agricultură: cultivarea terenurilor și creșterea animalelor. S-au dezvoltat în ultimii ani și alte activități, între care serviciile și comerțul.

## Comuna în literatură
În această comună a copilărit Alexandru Macedonski (n. 14 martie 1854, d. 24 noiembrie 1920) poet, prozator, dramaturg și publicist român. Supranumit poetul rondelurilor, inspirându-se din literatura franceză, este primul reprezentant al simbolismului în literatura română.
Comuna este evocată de Alexandru Macedonski în poezia „Rondelul trecutului”:
„Iată Pometeștii, iată Adâncata,
Scurtul pod de bârne este retrecut.
Renviază mama, îmi zâmbește tata...
Vreme câtă curs-a parcă n-a trecut.”— Alexandru Macedonski, Rondelul trecutului, în volumul Poema rondelurilor (1927)

## Demografie
Componența etnică a comunei Goiești
     Români (94,33%)
     Alte etnii (5,67%)
Componența confesională a comunei Goiești
     Ortodocși (93,12%)
     Adventiști (1,27%)
     Alte religii (0,45%)
     Necunoscută (5,16%)
Conform recensământului efectuat în 2021, populația comunei Goiești se ridică la 3.138 de locuitori, în creștere față de recensământul anterior din 2011, când fuseseră înregistrați 3.113 locuitori. Majoritatea locuitorilor sunt români (94,33%). Din punct de vedere confesional, majoritatea locuitorilor sunt ortodocși (93,12%), cu o minoritate de adventiști (1,27%), iar pentru 5,16% nu se cunoaște apartenența confesională.

## Politică și administrație
Comuna Goiești este administrată de un primar și un consiliu local compus din 13 consilieri. Primarul, Gheorghe Corbeanu[*], de la Partidul Național Liberal, este în funcție din octombrie 2020. Începând cu alegerile locale din 2024, consiliul local are următoarea componență pe partide politice:
|  | Partid                    | Consilieri | Componența Consiliului | Componența Consiliului | Componența Consiliului | Componența Consiliului | Componența Consiliului | Componența Consiliului | Componența Consiliului |
|  | ------------------------- | ---------- | ---------------------- | ---------------------- | ---------------------- | ---------------------- | ---------------------- | ---------------------- | ---------------------- |
|  | Partidul Național Liberal | 7          |                        |                        |                        |                        |                        |                        |                        |
|  | Partidul Social Democrat  | 5          |                        |                        |                        |                        |                        |                        |                        |
|  | Partidul S.O.S. România   | 1          |                        |                        |                        |                        |                        |                        |                        |

## Personalități
- Ion Munteanu (scriitor)